# Kalesija
Kalesija es un municipio situado en Bosnia y Herzegovina. Según el censo de 2013, tiene una población de 33 053 habitantes.
Administrativamente pertenece al cantón de Tuzla.

## Localidades
Según el censo de 2013, las localidades que forman parte del municipio son las siguientes:
- Brezik
- Bulatovci
- Dubnica
- Gojčin
- Hrasno Donje
- Hrasno Gornje
- Jeginov Lug
- Jelovo Brdo
- Kalesija Grad
- Kalesija Selo
- Kikači
- Lipovice
- Memići
- Miljanovci
- Osmaci
- Petrovice
- Prnjavor
- Rainci Donji
- Rainci Gornji
- Sarači
- Seljublje
- Staro Selo
- Tojšići
- Vukovije Donje
- Vukovije Gornje
- Zelina
- Zolje
- Zukići